# AAA (jeu vidéo)
Pour les articles homonymes, voir AAA.

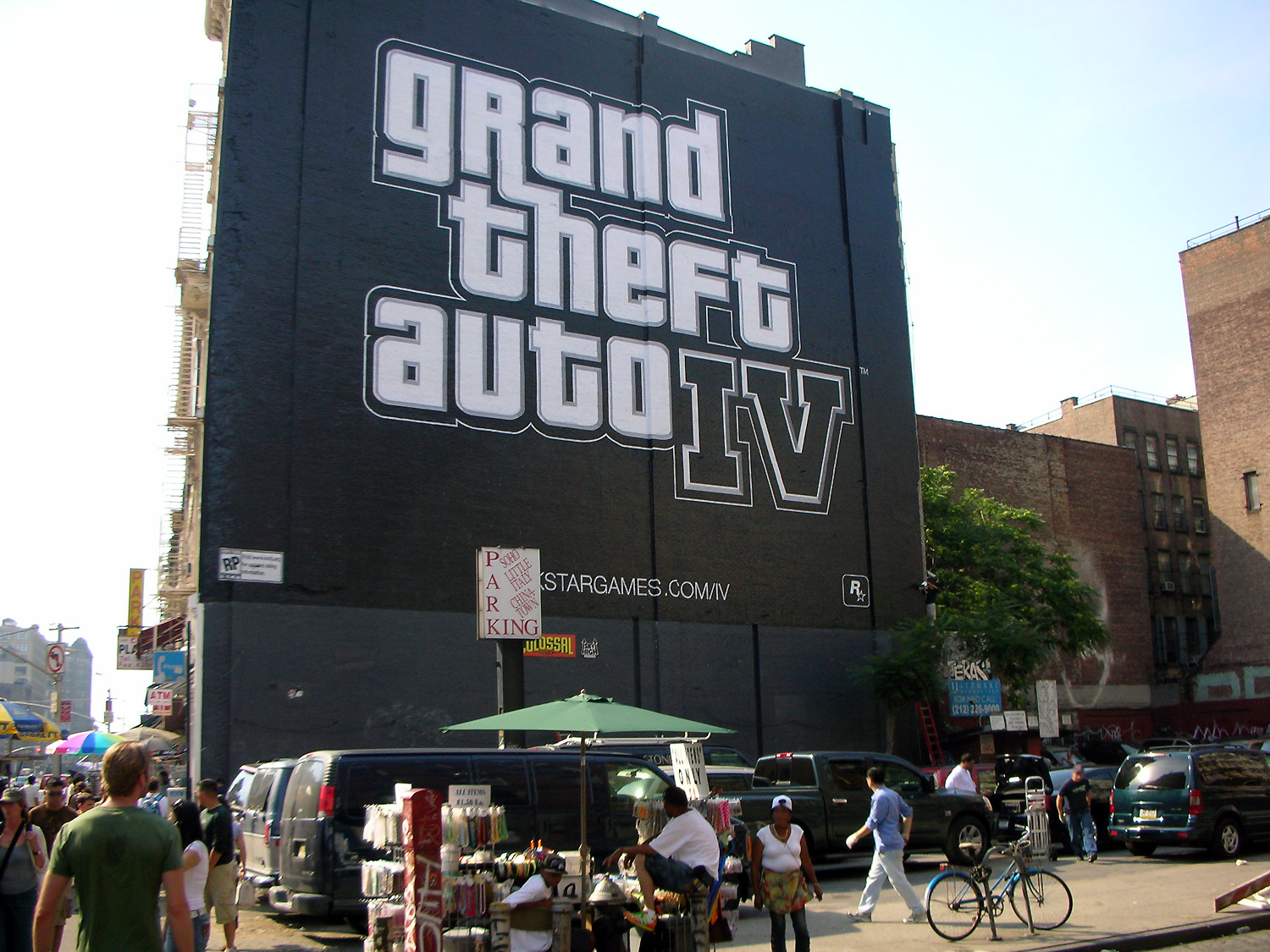
Une publicité pour le jeu AAA Grand Theft Auto IV (2008).

Dans l'industrie du jeu vidéo, AAA (prononcé « triple A ») ou Triple-A est un terme jargon utilisé pour classifier les jeux vidéo dotés des budgets de développement et de promotion les plus élevés,,,. Les joueurs et la critique s'attendent à ce qu'un titre considéré comme étant « AAA » soit un jeu de grande qualité, ou bien qu'il figure parmi les jeux les plus vendus de l'année.

## Origine
À la fin des années 1990, lors de conventions américaines sur le jeu vidéo (le Consumer Electronics Show ou CES, la Game Developers Conference ou GDC, l'Electronic Entertainment Expo ou E3, et d'autres conventions privées), quelques entreprises de développement de jeux vidéo commencent à utiliser l'expression « AAA » entre elles, en se basant sur la notation universitaire aux États-Unis (un A étant le niveau le plus haut, un F étant un échec).
« AAA » n'est pas un sigle, mais une façon de classifier les jeux ; ce terme est en quelque sorte l'équivalent d'un « film à grand budget ».
Depuis les années 2000, beaucoup d'éditeurs de jeux vidéo décrivent leurs jeux comme étant de type « AAA » avant même leur sortie,,, et justifient cette initiative par des budgets de développement et de marketing importants.

## Classification
Un titre « AAA » est destiné à montrer le meilleur des capacités d'une entreprise de jeu ou d'une franchise. Les jeux qui ne sont pas de type « AAA » sont considérés comme étant des « titres B » ou AA, de la même façon que la série B pour les films.